# 무사시 (전함)
무사시(일본어: 武蔵)는 제2차 세계 대전 중에 만든 일본 제국 해군의 야마토급 전함이다. 당시에는 武藏라고 표기하였다. 이 이름을 가진 일본 제국 해군의 함선으로는 세 번째 전함이다. 또한, 이 배는 일본 제국 해군이 건조한 마지막 전함이기도 하다.

## 건조과정
1934년 12월, 일본 제국은 제 2차 런던 해군 군축 조약의 예비 교섭이 불리하게 끝남에 따라 워싱턴 해군 군축 조약에서 탈퇴하여 열강 각국이 군함 건조를 자제하고 있었던 해군의 휴일이 끝났다. 1936년 12월 26일, 우에다 무네시게 해군 함정 본부장이 미쓰비시 중공업 최고 간부를 초청하여 마루3 계획에 따른 거대 신형 전함 건조의 사전 준비를 부탁하였다. 1937년에 개최된 제 70회 제국 회의에서 예산이 승인, 3월 29일에 계획명 A140-F6에서 가칭 제 1호함, 제 2호함으로 변경되었다. 9월 8일, 해군 함정 본부에서부터 미쓰비시 중공업에게 A140-F6의 정식 발주를 지시하였다. 예산 견적의 절충 이후, 1938년 3월 29일, 제 2호함 (무사시)의 건조가 시작되었다. 미쓰비시 중공업 나가사키 조선소가 건조한 전함으로는 공고급 전함의 키리시마 (전함), 이세급 전함의 휴가 (전함), 카가급 전함의 토사 (전함), 아마기급 순양전함의 타카오 (순양전함) (88함대의 미완성함)에 이어서 5번째이지만, 토사나 타카오의 4만톤에서 야마토급의 7만톤으로 건조 능력의 확장을 위해서는 도크의 확장을 포함한 기술자들의 연구와 노력이 추가적으로 필요했다.
이 함선은 설계 단계에서부터 사령부 시설의 충실을 도모하여, 제1호함에서 약점으로 지적되었던 부포탑 주변의 방어력도 강화되었다. 무사시의 의장 담당이었던 치하야 마사타카가 특히 부포의 방어력에 대해 염려하여 아리마 카오루 의장원장 (초대 함장)과 함께 부포의 철거를 주장하였다. 함정 본부의 키요미즈 기술중장이 야마모토 이소로쿠(山本五十六) 연합함대 사령장관에게 부포 방어력 문제에 관해 상담하였더니, 야마모토 장관은 부포를 철거하고 덮개를 덮으면 좋겠다고 말하였다. 이에 대해 마키노 시게루(야마토급 전함 설계진)은 야마모토와 키요미즈의 회담은 알고 있었지만 내용에 대해서는 아직 몰랐기에 검토할 만한 가치가 있는 제안이거니와 안타까운 일이라고 치하야에게 말하였다. 또한 사령부 시설의 충실에 대해, 치하야는 폭론이자 정견이 결여되었다라고 평하였다. 1942년 1월, 연합함대 사령부에서부터 확장 요구가 들어왔을 때 무사시는 야마토와 같은 내부 구조였지만, 내부 장비를 교환하면서 구축함 1척 분의 공사비가 추가되었고 3개월 정도 준공이 연기되었다. 우가키 마토메 연합함대 참모장도 야마토에 비하면, 현 사령부의 의견에 따라 개선된 부분이 꽤 많다고 기술하였다.
자매함인 야마토나 110호함(시나노)의 건조는 극비로 부쳐져 의장원은 나가사키 조선소를 비닉한 아리마 사무소에서 근무하도록 지령이 내려졌다. 기밀에 대한 경계는 엄중하였고, 아리마 카오루 의장원장조차 완장을 차지 않으면 검문을 통과하지 못하였다. 외부에 대해서는 여러 방법으로 무사시를 숨길 수단을 구하였다. 선대의 주위에 당시 고기잡이 그물에 사용되던 종려나무를 사용하여 그물망같이 함선 전면에 둘러쳤다. 전국에서 방대한 양의 종려나무를 극비로 사재기한 결과, 시장에서는 종려나무의 공급이 현자기 줄어들면서 가격이 급등하여 어업업자가 항의하는 사건이 있었고, 경찰은 이에 대해 질이 나쁜 사재기 사건으로 조사를 진행하였다고 한다. 또한, 함선 주변을 종려나무로 둘러싸면서 인근 주민들 사이에서는 심상치 않은 일이 조선소에서 일아나고 있다는 소문이 돌아 건조 중인 선체를 귀신이나 괴물이라고 부르기도 하였다.
또한, 강 건너편에는 당시 미국과 영국의 영사관이 있었기 때문에 무사시를 숨기기 위해서 차폐용 창고 (나가사키시 운영 토키와쵸 창고)를 건설하는 등, 건조 중인 함의 모습을 추측하지도 못하게끔 대책을 세웠다. 나가사키 주민에 대한 감시도 엄격히 실행되어, 조선소를 바라보기만 해도 바로 그 자리에서 질책을 받고 체벌을 받거나 체포되는 경우도 있었다. 조선소가 한 눈에 들어오는 고지에 있었던 글로버 저택이나 홍콩상하이은행 나가사키 지점을 미쓰비시 중공업이 매입하기도 하였다.
자매함 야마토 (전함)보다 늦게 기공된 무사시는, 야마토 건조 중에 판명된 문제점의 개선이나 기함설비의 충실이 추가로 지시되었다. 그러나, 원래부터 도크 내에서 건조되었던 야마토와 달리 선대 위에서 건조된 무사시는, 선대(船台)에서 바다로 내려서 진수시킨다는 추가 과정을 밟아야 했다. 중량 경감을 위하여 현측이나 주요 방어구획의 장갑을 땐 채로 진수시킨 뒤 진수 이후 추가로 장착시키기도 했다. 거기다 공사 도중에 태평양 전쟁 (대동아 전쟁) 이 발발하였기 때문에, 1942년 12월 완성 예정에서 같은 해 6월로 공사 기간을 대폭적으로 단축하기 위하여 지독한 독촉이 시작되었다. 엄중한 기밀 유지 중에서도, 작업을 맡은 사람들은 거의 초인적인 노력으로 일을 진행한 결과, 성공적으로 작업을 마치게 되었다. 이런 일들의 과정과 경위는 요시무라 아키라의 『전함 무사시』(戦艦武蔵) 및 마키노 시게루/코가 시게카즈 감수『전함 무사시 건조 기록』(戦艦武蔵建造記録)(アテネ書房)에 자세하게 나타나있다.
이런 식으로 본래 엄중한 기밀 유지를 지켰으나, 신규 제도공의 도면 분실 사건이나 숙련공이라도 힘들어하던 진수대의 작성 등, 건조에 항상 장애가 뒤따랐다. 진수 시에는 선체가 외부에 드러나기 때문에 당일(1940년 11월 1일)을 방공 연습으로 근처 주민의 외출을 금하고, 근처 일대에 헌병 및 경찰관 등 600명, 사세보 진수부 해병단 대원 1200명 등을 배치하였다. 이러한 엄중한 경계 태세 중, 오이카와 고시로 해군 대신, 도요다 소에무 함정 본부장 등이 참석한 중에 진수식이 거행되었다. 황족인 후시미노미야 히로야스는 기밀 유지를 위해 평복으로 식장에 도착한 뒤 제복으로 갈아입는 등 철저한 기밀 유지를 위한 노력이 진행되었다.
진수 시에는 진수대를 미끄럽게 하는 동물성 기름의 윤활유를 제조하는데에도 많은 노력이 필요했다. 진수 이전에 닻줄을 감속용 추로 사용하기 위하여 부착한 뒤 나가사키 조선소 제2 선대에서 협소한 나가사키항 안으로 미끄러져 들어간 무사시의 선체는, 예정대로 함미를 조금 왼쪽으로 돌려 정지하였지만 완전히 멈추기까지 대략 44m 넘짓하게 움직였다. 이 때, 주변 해안에서 예상 외의 높은 파도가 발생하였다. 근처 하천은 수위가 순식간에 30 cm 상승하여 선대 맞은편 강의 나미노히라 지구의 민가는 침수가 발생, 다다미가 오손되었다는 피해 보고도 있었음이 확인된다. 당시 진수식은 영상으로 기록되었으나, 종전 시 소각되었다. 무사히 진수한 즈음, 관계자의 눈물이 멈추지 않았다고 한다. 같은 날 정식으로 무사시라고 명명되었다. 또한 군무국의 테라사키 류지나, 오이카와 고시로의 비서관으로서 진수식에 참가하였던 후쿠치 노부오에 따르면, 무사시의 존재를 배수량 4만 톤 정도의 전함으로 세계에 공표할 예정이었으나, 도요다 데이지로 함정본부장의 반대로 공표는 갑작스럽게 중지되었다.
진수 후에는 일본유선의 대형 화객선인 하루히마루 (후에 항모 다이요로 개조) 로 가리면서 이동, 무카이지마 의장용 안벽에서 공사가 계속 진행되었다. 함선 중앙부 우현에 설치되었던 사령부 시설에 대해서는, 야마토를 건조 중이었던 구레 공창이 내부 장치에 자신을 가지지 못하고 호화 여객선 건조 실적이 있던 나가사키 미쓰비시 조선소에 의뢰하여 무사시와 완벽히 같은 제도품을 야마토에 탑재하였다. 그래도 무사시 쪽의 제도품이 좋았다는 증언이 있다. 진주만 공격에 의한 태평양 전쟁 (대동아 전쟁) 이 발발하자, 나가사키 주민도 무사시를 공공연하게 말할 수 있게 되었다. 또한 무사시 진수 후에도 제 1 선대는 발(簾)로 가리워져 있어서, 시민들 사이에서는 무사시가 한 척 더 있다는 소문이 돌기도 하였다. 조선소에서 발생한 야간 화재로 발에 거대 함선의 모습이 비춰져 많은 사람이 놀랐지만, 실은 제 2선대에서 건조 중이었던 항모 준요였다.
함내에는 무사시국 히카와 신사에서 분령된 무사시 신사가 상갑판 우현, 장관실, 함장실 앞 통로 위에 위치해 있었다. 준공식에서는 히카와 신사의 신주를 초빙하였고, 이 외에도 이세 신궁, 나가사키 스와 신사의 계열사도 있었다고 한다.

## 연합함대 기함 시절
쇼와 18년(1943년) 1월 22일에 무사시는 야마토의 뒤를 이어 연합함대 기함이 되었다. 연합함대 기함이 된 마지막 전함으로, 태평양 전쟁 중에 가장 오랫동안 연합함대 기함의 역할을 맡은 함이기도 하다.
그러나, 트루크 제도 정박지에서 이동한 일은 전혀 없었고, 기함이 되었어도 최전선에 서지 않았다. 따라서 당시 장병들이 야마토를 야마토 호텔이라 비꼰 것처럼 무사시도 무사시 저택, 무사시 여관이라 비아냥 거리기도 했다. 4월 18일, 연합함대 사령장관인 야마모토 이소로쿠가 솔로몬 제도 상공에서 격추당해 전사한 후, 26일에 고가 미네이치를 새로운 사령관으로 맞이하였다. 5월 17일 정박지에서 출발하여 화장한 야마모토의 유골을 싣고 22일에 귀국하였다. 6월 24일에는 쇼와 천황이 행차하여 승선하였다.
7월 31일에 무사시는 일본을 떠나, 8월 5일에 다시금 추크 제도에 도착하여 훈련을 계속하였다. 다음 해인 쇼와 19년 (1944년) 2월 10일에 트럭 정박지를 떠나, 15일에 요코스카로 귀환하게 된다. 추크 제도가 함락된 이후, 해군은 서쪽 캐롤라인 제도의 팔라우로 근거지를 이동하였기 때문에 24일에 무사시는 3 육군 상륙 부대와 5000톤 가까이 되는 대량의 물자를 실은 채 요코스카를 떠나 29일에 팔라우에 도착한다. 그리고 3월 29일, 팔라우에서 머물고 있던 미군과 대치하여 연합함대 사령부를 육상으로 옮기기 위해 잠시동안 환초에서 나와 경계행동을 취하고 있던 중 미 잠수함 튜니가 발사한 어뢰를 맞고 함수부가 손상, 2600톤 가까이 침수되어 전사자 7명, 부상자 11명이 나왔다.
그러나 이후 레이테 만 해전에서 야마토와 함께 참전했다가 급강하폭격기와 뇌격기들에 의해 폭탄과 어뢰를 맞고 나서 전열을 이탈해 도주하던 중,
함재기들의 추가 공습으로 인해 결국 침몰하였다. 무사시의 잔해는 2015년에 발견되었는데, 수중 폭발로 인해 두동강이 난 상태였다.

## 드라마
《전함 무사시》는 2016년 8월 6일 19:30 - 20:59에 NHK BS 프리미엄 더 프리미엄 (ザ,プレミアム) 창에서 방송 된 드라마다.

### 캐스팅

#### 현대
- 이시하라 사토미: 마나카 아유 (28)[46]
- 카츠지 료: 시노하라 토오루 (29)
- 와타나베 미사코: 마나카 후미 (89)
- 시노다 사부로: 마나카 켄지 (아유의 아버지)
- 이치게 요시에: 마나카 요시에 (아유의 어머니)
- 이시마루 켄지로: 이노우에 켄조 (키야마 미츠오의 조카, 61)
- 야마모토 가쿠: 마에지마 기요시 (전 무사시 승무원, 92)
- 츠가와 마사히코: 키야마 미츠오 (전 무사시 승무원, 89)

#### 전시
- 요시자와 히사시: 마나카 토시유키 (26)
- 이즈미사와 유키: 청년 시절의 키야마 미츠오 (18)
- 히로타 료헤이 : 노무라 쇼이치 (17)
- 후카자와 아라시: 소년병

### 직원
- 극본·연출 - 오카자키 사카에
- 음악 - 카사마츠 야스히로
- 취재 협력 - 군함 무사시 회
- 영상 제공 - Paul G.Allen
- 해군 고증 협력 - 토다카 카즈시게
- 군사 감수 - 츠츠미 아키오
- 그림 - 후루야 유, 야마다 히카루
- 삽입곡 - 원 디렉션〈LONG WAY DOWN〉
- 촬영 협조 - 고치현 시만토시, 고치 현 스쿠모시, 고치 현 도사시미즈시, 에히메현 아이난정, 도치기현 사노시
- 제작 총괄 - 코마츠 마사요, 나카무라 마사토, 지바 사토시
- 프로듀서 - 시로타니 아츠시
- 제작 - NHK 엔터프라이즈